# Natàlia Mas
Natàlia Mas i Guix (San Martín de Tous, 30 de noviembre de 1979) es una economista española que ha ocupado diversos cargos de responsabilidad en entidades privadas, organismos internacionales y en la Generalidad de Cataluña. Entre 2022 y 2024 ejerció como consejera de Economía y Hacienda en el gobierno de Pere Aragonès.

## Trayectoria profesional
Licenciada en Administración y dirección de empresas y en Comercio internacional por la Universidad Pompeu Fabra (UPF/ESCI), tiene un máster en Economía Europea por el Colegio de Europa en Brujas, Bélgica, al que accedió mediante una beca del Patronato Cataluña-Mundo. También, con una beca de la Fundación La Caixa, hizo un máster en Política económica en la Universidad de Columbia (Estados Unidos). Ha trabajado y estudiado en China, y en 2001 se graduó en un Postgrado en Lengua y Civilización China por la Escuela de Estudios de Asia Oriental (UPF).
Entre los años 2004 y 2015 trabajó en el Banco Central Europeo en diversas posiciones. Primero como economista en las direcciones generales de Economía (división de Asuntos Exteriores) y de Estadística (división de Estadísticas Monetarias y Financieras) y, desde 2010, como experta en Estabilidad Financiera en la dirección general de Política Macroprudencial y Estabilidad Financiera. En 2009, en excedencia del BCE, trabajó como consultora del Banco Mundial, en la Unidad de Asesoramiento para la captación de inversión extranjera (International Finance Corporation)
En el año 2015 ocupó la dirección de entorno financiero dentro de la Dirección de Macroeconomía y Entorno Financiero del Banco Sabadell.
Durante la XI legislatura catalana fue directora de Análisis Económico de la Generalidad de Cataluña en el departamento de la Vicepresidencia y de Economía y Hacienda. En junio de 2018, en la siguiente legislatura, fue nombrada secretaria de Acción Exterior y de la Unión Europea en el departamento de Acción Exterior, Relaciones Institucionales y Transparencia, y el 5 de febrero de 2019 regresó al departamento de Pere Aragonès como secretaria de Finanzas Públicas, posición que veinte días más tarde pasó a denominarse Secretaría de Economía. En febrero del 2020 fue quien representó a Cataluña en el encuentro del Consejo de Política Fiscal y Financiera, convocado en Madrid por la ministra de Hacienda, María Jesús Montero, sustituyendo al consejero quien, como ya había hecho en anteriores ocasiones, había declinado participar.